# Tuckia
Tuckia es un género de polillas pertenecientes de la familia Tortricidae.

## Especies
- Tuckia africana (Walsingham, 1881)
- Tuckia zuluana Razowski, 2001